# پیکلورام
پیکلورام (به انگلیسی: Picloram) با فرمول شیمیایی C۶H۳Cl۳N۲O۲ یک ترکیب شیمیایی با شناسه پاب‌کم ۱۵۹۶۵ است؛ که جرم مولی آن ۲۴۱٫۴۶ g/mol می‌باشد. شکل ظاهری این ترکیب، بلورهای جامد است.